# سلسلة سرفايفر (2005)

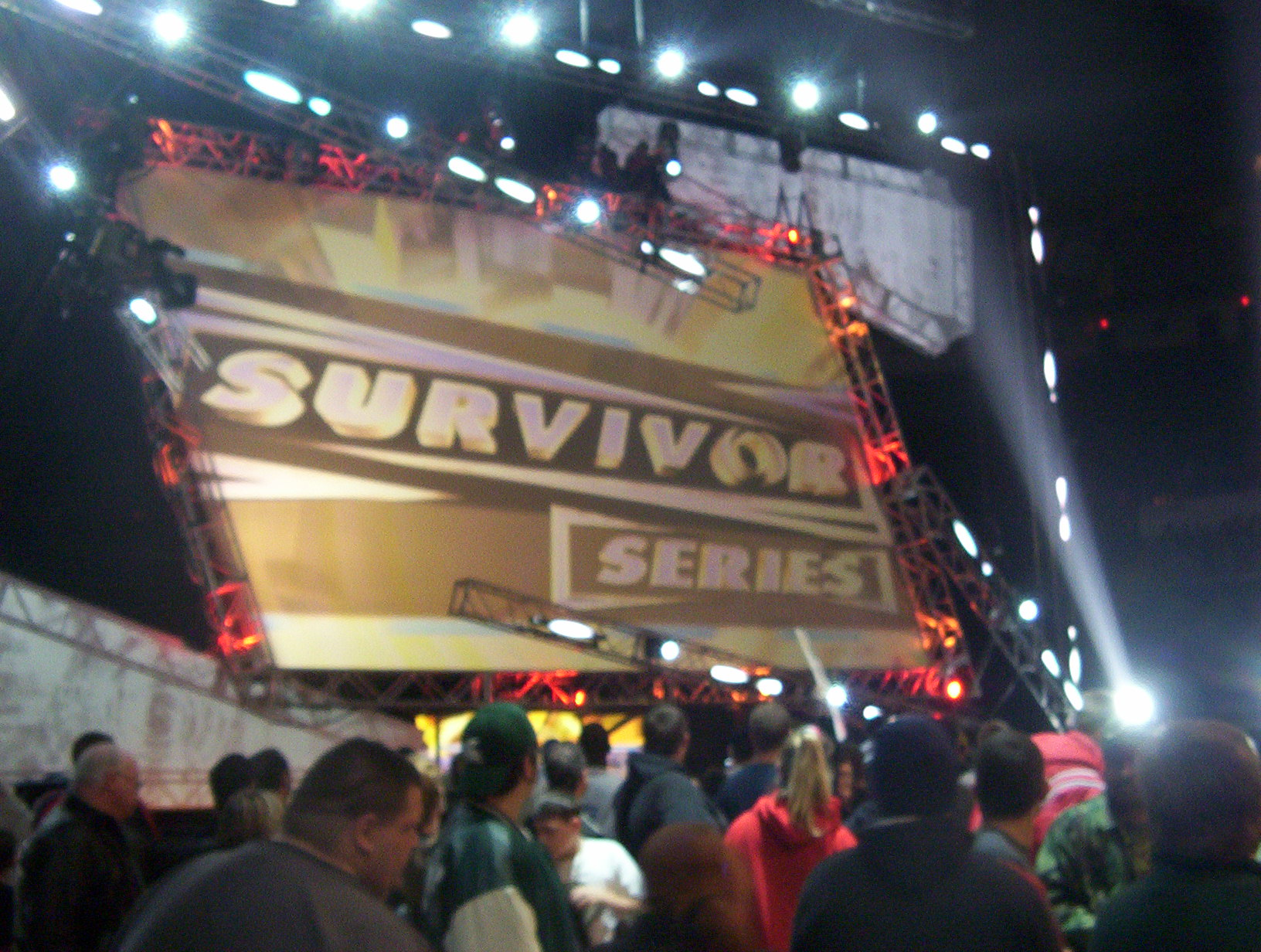
سرفايفر سيريس (Survivor Series (2005

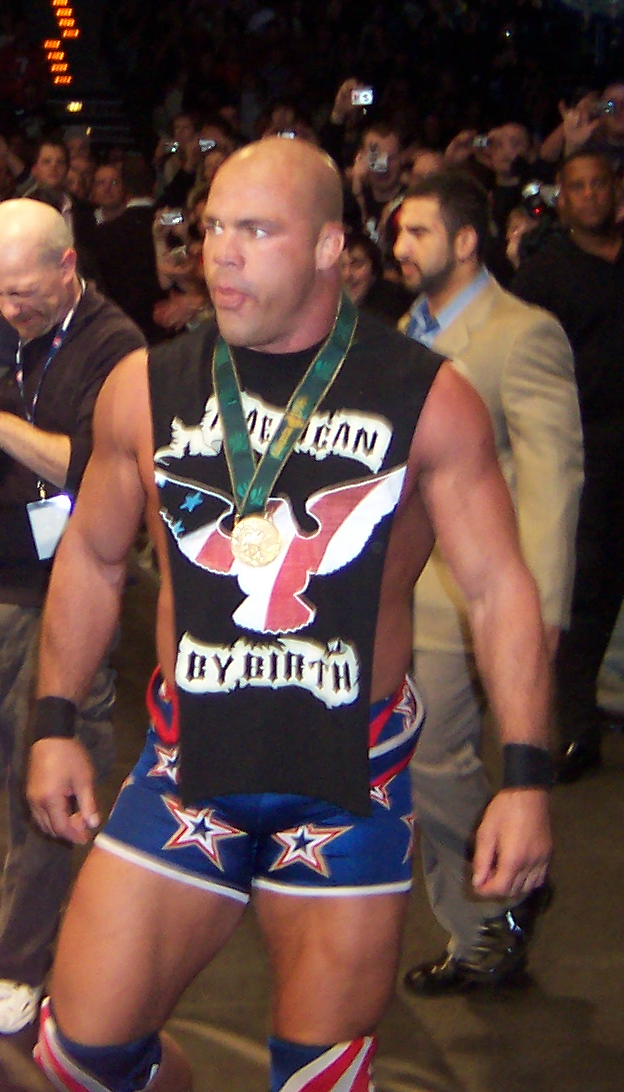
كورت أنجل في سلسلة سرفايفر 2005

سلسلة سرفايفر أو سرفايفر سيريس (Survivor Series (2005
سلسلة سرفايفر أو سرفايفر سيريس (Survivor Series (2005 هي سلسلة الناجين والحدث السنوي التاسع عشر لمصارعة المصارعة المحترفة سرفايفر سيريس (سلسلة سرفايفر) (الدفع مقابل المشاهدة) التي تنتجها دبليو دبليو إي المصارعة العالمية الترفيهية عن راو وسماك داون وهم  (أقسام العلامة التجارية). أقيمت في 27 نوفمبر 2005 في ملعب جو لويس أرينا في ديترويت بولاية ميشيغان وتألفت من ست مباريات مصارعة محترفة شارك فيها مصارعون من راو وسماك داون ݴصحاب العلامات التجارية.
سلسلة سرفايفر أو سرفايفر سيريس (2005) هي الحدث السنوي التاسع عشر لمصارعة المصارعة المحترفة؛ سرفايفر سيريس أو سلسلة سرفايفرحدثاً مصارعة محترفة الدفع مقابل المشاهدة التي تنتجها (وورلد ريسلنغ إنترتينمنت) (دبليو دبليو إي) عن راو وسماك داون هم (أقسام العلامة التجارية). أقيمت في 27 نوفمبر 2005 في ملعب جو لويس أرينا في ديترويت بولاية ميشيغان وتألفت من ست مباريات مصارعة محترفة شارك فيها مصارعون من راو وسماك داون، العلامات التجارية.
في أول مباراتين رئيسيتين، هزم بطل دبليو دبليو ي جون سينا - كيرت أنجل ليحتفظ بلقبه. كان الحدث الرئيسي الثاني هو مباراة خمسة على خمسة من سلسلة سورفايفر التفسيرية، والتي يشارك فيها فريق سماك داون  (باتيستا، ري ميستيريو، جون «برادشو» لايفيلد، بوبي لاشلي، وراندي أورتن) الذين هزموا فريق راو (شون مايكلز، كين، ذا بيج شو، كارليتو، وكريس ماسترز) بعد أن قام أورتن بإقصاء مايكلز آخر مرة. في مباراة أخرى، وهزم تريبل إتش _ ريك فلير في مباراة آخر الرجال الصامدين.

## الخلفية
سلسلة سورفايفر أو سورفايفر سيريس هي عبارة عن وسيلة «للتحايل» تدفع مقابل المشاهدة سنوياً، يتم إنتاجها في شهر نوفمبر من كل عام بواسطة دبليو دبليو إي منذ عام 1987. وهي ثاني أطول حدث يتم عرضه مقابل كل عرض في التاريخ (خلف دبليو دبليو إي راسلمينيا) وهي واحدة من العروض الترويجية الأصلية والقديمة ل أربعة مدفوعات مقابل المشاهدة، جنباً إلى جنب مع، راسلمينيا ورويال رامبل وسومرسلام، أطلق عليها فيما بعد اسم «الأربعة الكبار».
يتميز الحدث تقليدياً بوجود مباريات سرفايفر سيريس، وهي عبارة عن مباريات إقصائية للفريق والتي عادة ما تضع فرقاً من أربعة أو خمسة مصارعين ضد بعضهم البعض. كان حدث 2005 هو الحدث التاسع عشر في التسلسل الزمني لسلسلة سرفايفر، وكان مصارعين مميزين من راو وسماك داون وإيكو (العلامات التجارية). كانت سلسلة سرفايفر أو سرفايفر سيريس الأولى التي كانت فيها المباراة الفخرية تتنافس فيها العلامات التجارية مع بعضها البعض، والتي كانت مباراة سلسلة سرفايفر أو سرفايفر سيريس الوحيدة على البطاقة وكانت 5- على 5 (أي 5 مشاهدات «بطولات» كاملة)

## الوقائع المنظورة
تألفت بطاقة الحدث من ستة مصارعة محترفة تضم مصارعين من راو وسماك داون العلامات التجارية، بينما تم عرض أحداث القصة في برامجهم التلفزيونية الأسبوعية، راو وسماك داون.

### راو وسماك داون
كان التنافس الرئيسي الذي أدى إلى الحدث بين راو وسماك داون (العلامات التجارية ككل) وليس المصارعين الفرديين. بدأ التنافس في (هوم دبليو دبليو ي كمينيغ) وهي حلقة خاصة من (راو) في 3 أكتوبر عندما أوقف المدير العام لـ راو إيرك بيشوف مباراة تتضمن مواجهة عنيفة بين المصارعين عن طريق إطفاء الأنوار. في المقابل " سماكدوون قطع نظيره، تيودور لونغ من مباراة راو. نتيجة لذلك، بدأ مصارعون من العلامتين التجاريتين مشاجرة وتدخلوا في عرض الآخر قبل مواجهة بعضهم البعض في مباراة فريق العلامة في تابو الثلاثاء؛ فاز ري ميستيريو ومات هاردي من سماكدوون على كريس ماسترز وجين سنيسكي من  راو.
 بعد تابو الثلاثاء، اتفق لونغ وإيرك بيشوف على أن الفرق من كل علامة تجارية ستواجه بعضها البعض في مباراة (خمسة على خمسة من سلسلة سورفايفر) بينما سيصارع المديران في مباراة فردية في سرفايفر سيريس. تنازع الفريقان في كلا العرضين. (ديف باتيستا كابتن سماك داون الفريق، تعرض لإصابة بعد تعرضه للهجوم عدة مرات). مباريات التصفيات لفريق سماك داون  عقدت في 11 نوفمبر حلقة من «مواجهة عنيفة» (اسم الحلقة)، مع ري ميستيريو - راندي أورتن وبوبي لاشلي على أورلاندو جوردان، وإدي جيريرو على السيد كينيدي وجون "برادشو" ليفيلد على كريس بينوا.
بعدها تم استبدال جيريرو ب راندي أورتن بسبب وفاته المفاجئة في 13 نوفمبر، وكان التنافس الآخر الذي بدأ في الحدث بين جون سينا وكيرت أنجل، على بطولة دبليو دبليو إي. بدأ عداءهم في أغسطس، عندما اختار بيشوف ليُقاتل كيرت أنغل ليكون المنافس الأول لبطولة دبليو دبليو إي بعد أن هزم جون سينا - كريس جيريكو في مباراة (أنت مطرود) للاحتفاظ بلقب بطولة دبليو دبليو إي، حيث اضطر بيشوف إلى طرد جريشو في المصارعة رقم 1.  فشل كيرت أنجل في الفوز باللقب في مباريات  "غير مسامح"، بسبب استبعاد جون سينا. تربيع الاثنان ضد بعضهما البعض مرة أخرى في تابو الثلاثاء في مباراة (العدوان الثلاثي) التي تضمنت أيضاً شون مايكل، ومرة أخرى احتفظ جون سينا باللقب.
في إصدار 7 نوفمبر من (راو)، رفض كيرت أنجل التنافس في مباراة فريق العلامة التجلرية التي وضعه هو وكريس ماستر ضد جون سينا وشون مايكل، بسبب هتافات الجمهور له «أنت مقرف». وافق كيرت أنجل أخيراً على المنافسة إذا قام بيشوف بإسكات الجماهير؛ وسمح له «بحكم أنه ضيف خاص». اختار أنجل _ دايفاري (الذي فضل انجل وماستر للقتال طوال المباراة) وإستُبعد في النهاية جون سينا وشون مايكل لاستخدامهم كرسي (مخالف للقوانين)، والذي كان قد تجاهله في وقت سابق عندما تم استخدامه من قِبل ماستر.
بدأ التنافس بين تربل إتش وريك فلير في دبليو دبليو إي هوم كمينغ، عندما عاد تربل إتش  إلى تلفزيون العرض دبليو دبليو إي بعد غياب دام ثلاثة أشهر. تم محاذاة الاثنين منذ عام 2002، كأعضاء في إفُليوشن، وكانا شريكين في مباراة فريق العلامة في العرض. بعد فوزهم بالمباراة، هاجم تربل إتش - ريك فلير بمطرقة ثقيلة. في الأسبوع التالي، شرح تريبل إتش أفعاله، قائلاً إنه أدرك أن ريك فلير لم يعد الأسطورة، وأنه بحاجة إلى إيقاف فلير. التقى ريك فلير وتربل إتش  في مباراة قفص فولاذي في تابو الثلاثاء، والتي فاز بها ريك فلير. تم إجراء مباراة (آخر الرجال الصامدين) بين الاثنين لسلسلة سرفايفر.

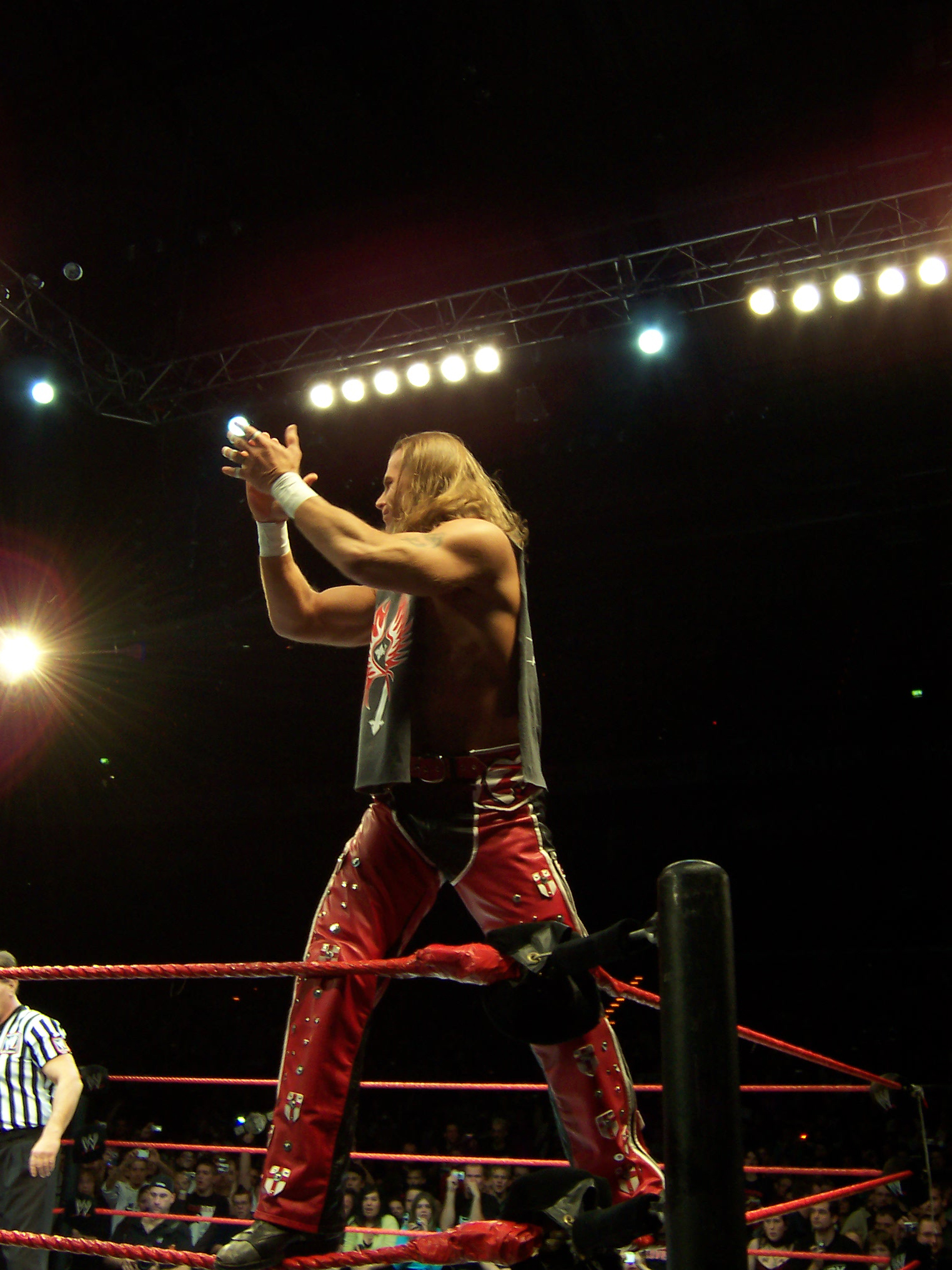
شاون مايكلز في سلسلة سرفايفر 2005

## الأحداث
قبل بث الحدث على الهواء مباشرة على نظام الدفع مقابل المشاهدة، تم التنافس على مباراة يوم الأحد نايت هيت بين جوفنتود (برفقة سوبر كريزي و بيسكوسس و سيمون دين، والتي فاز بها جوفنتود).

### بوكر تي ضد كريس بينوا
مباراة المشاهدة كانت بين بوكر تي (برفقة شارميل) ضد كريس بينوا في المباراة الأولى من مباريات "أفضل سلسلة 7" لبطولة دبليو دبليو إي الأمريكية الشاغرة. بدأت المباراة بخروج بوكر تي من الحلبة عندما حصل بينوا على ميزة تقدم طفيفة. جرت المباراة ذهاباً وإياباً في الشوط الأول قبل أن يتولى بوكر السيطرة. وشهدت المباراة تدخلاً من قبل شارمل، مما أدى إلى تشتيت بينوا الذي كان على قمة الحِبال. بعد أن غاب بينوا ضربة بحركة «رأس في الغطس»، قام بوكر تي بتثبيت بينوا، مستخدماً الحبال للرافعة المالية، للفوز بالمباراة والتقدم 1-0 في السلسلة.

### تريش ستراتوس ضد ميلينا
في المباراة التالية، تريش ستراتوس (برفقة ميكي  جيمس) دافعت عن بطولة دبليو دبليو إي للسيدات ضد ميلينا (برفقة جوي ميركوري و جوني نيترو). تولى ستراتوس السيطرة على الفور حتى قاومت ميلينا. عندما تدخل نيترو وميركوري، طردهم الحكم من الصف الأول في الحلبة. حافظت ميلينا على السيطرة حتى قاوم ستراتوس بتسديدات إلى الساعد. قام ستراتوس بتثبيت ميلينا بعد حركة «غطس بولدوج» للاحتفاظ باللقب.

### تربل إتش ضد ريك فلير
بعد ذلك، واجه تربل إتش - ريك فلير في مباراة آخر الرجال الصامدين. كان ريك فلير لا يزال في طريقه إلى الحلبة، عندما هاجمه تربل إتش واكتسب ميزة مبكرة. بعد مهاجمة رأس ريك فلير بمفك براغي، واصل تربل إتش استخدام أجسام غريبة طوال المباراة، بما في ذلك كرسي قابل للطي، ومطرقة ثقيلة، ودرجات فولاذية. ذهبت المباراة ذهاباً وإياباً بين تربل إتش وريك فلير. حاول تربل إتش بحركة من خلال جدول البث ولكن ريك فلير تصدى للحركة في هبوط الجسم الخلفي من خلال جدول بث آخر. قام تربل إتش لاحقاً بأداء حركة بديغرس على ريك فلير لكن ريك فلير استيقظ في كل مرة. ثم ضرب تربل إتش _ ريك فلير في الظهر بمطرقة ثقيلة، ولم يقف ريك فلير عند العد إلى العدد العشرة للحكم، مما أعطى تربل إتش الفوز.
بعد المباراة، وصل إيدج و ليتا إلى الحلبة، وأعلن إيدج أنه سيستضيف عرضاً جديداً على راو بعنوان «الحافة المتطورة». أشار إيدج إلى أن ديمتري يونغ (كان من بين الحضور)، وشرع في انتقاد الفرق الرياضية في ديترويت. رد يونغ بإهانة إيدج وافتقاره إلى بطولة العالم.

### جون سينا ضد كيرت أنجل
في المباراة الرابعة، دافع جون سينا عن لقب بطولة (دبليو دبليو إي) ضد كيرت أنجل، وكان دايفاري هو الحكم الضيف الخاص. في وقت مبكر من المباراة، كان انجل قادراً على تطبيق حركة قفل الكاحل على سينا. وصل سينا إلى الحبال لكن دايفاري ركل يده. غضب سينا وصفع دايفاري الذي حاول إقصائه، نتيجة لذلك. ومع ذلك، أوقفه انجل، وخرج كلا الرجلين من الحلبة بواسطة سينا. عندما قام سينا بطرد دايفاري إلى الخارج، خرج حكم (راو) ليدير المباراة بعد أن اكتسب جون سينا ميزة تقدم؛ أطاح كيرت أنجل بالحكم، وقام بضربة منخفضة (غير قانونية). استدعى كيرت أنجل حكماً آخر، لكنه فشل في تحقيق الفوز بعد تنفيذ حركة "أنجل سلام وسوبربلكس. بعد أن أخطأ انجل، ذهب جون سينا للحصول على حركة FU لكن كيرت أنجل تصدى لها بالتمسك بالحكم، مما أدى إلى أنجل بطرح الحكم. كما تم طرد الحكم الآخر أيضاً، (اخرج الحكم تشارلز روبنسون) جون سينا ثم سلم DDT إلى دايفاري ونفذ حركة FU على أنجل، وتمكن منه ليحتفظ باللقب.

### إيريك بيشوف ضد ثيودور لونج
في المباراة الخامسة، واجه المدير العام ل راو إريك بيشوف مواجهة عنيفة؛ المدير العام ثيودور لونج (مع بالمر كانون). أدار حكمان من كل عرض المباراة. بدأ ثيودور لونج بتجنب هجمات إريك. بينما كان كانون يتسلق الحلبة ويشتت انتباه الحكام، استخدم بيشوف - أوبي لخنق لونغ. استمر بيشوف في الاختناق لفترة طويلة وقام بتطبيق حركة النائم. قام كانون بإلهاء الحكام مرة أخرى حيث قام لونغ بضرب بيشوف بحذائه. لعبت موسيقى بوغيمان مع بيشوف الذي أرسل الحكام إلى أعلى المنحدر لإيقافه. قدم بوغيمان ضربة قاضية لبيشوف وقام لونغ بتثبيت بيشوف للفوز بالمباراة.

### مواجهة الفِرق
(باتيستا، ري ميستيريو، جون "برادشو" لايفيلد، بوبي لاشلي وراندي أورتن) واجهوا فريق راو (شون مايكلز، كين، بيج شو، كارليتو وكريس ماسترز) في مباراة تصفية سلسلة الباقين التقليدية 5-على-5. قام مايكلز بإقصاء لاشلي بعد اختناق من كين. ثم قضى ديف باتيستا على كين بعد حركة 619 من مايسترو وسنايبر من  ديف باتيستا. تخلص بيغ شو من ديف باتيستا بعد خنق مزدوج من قِبل بيغ شو وكين. قضى بيغ شو على مايسترو بعد حركة «خط غسيل من الجحيم» بواسطة جون براد شو، وحركة 619 من مايسترو وحركة RKO من راندي أورتن، وحركة «خط غسيل آخر» من جون براد شو.
قضى جون براد شو على كارليتو بعد حركة «خط غسيل من الجحيم». تخلص ماسترز من مايسترو بعد حركة 619 ودروبنغ. تخلص مايكلز من كل من مايستريو وجون براد شو بعد حركة «موسيقى سويت شاين». قام جون براد شو بإلهاء مايكلز، مما جعل مايكلز ينفذ حركة «موسيقى سويت شاين» على جون براد شو. عندما استدار مايكلز، نفذ راندي أورتن حركة RKO على مايكلز وقضى عليه، تاركاً أورتن هو الناجي الوحيد.
بعد المباراة  جاء المصارعون إلى الحلبة للاحتفال مع راندي أورتن عندما خرجت شخصيات مقنعة تحمل نعشاً. ضرب البرق النعش وأضرم النار فيه. ظهر أندرتيكر يهاجم العديد من المصارعين بينما أورتن ووالده «كاوبوي» بوب أورتن هربوا من أندرتيكر بترك الحلبة.

## ما بعد الكارثة
أنهت مباراة  سلسلة سورفايفر أو سورفايفر سيريس الخماسية خمسة على خمسة التنافس بين العلامات التجارية. تم فصل إريك بيشوف كمدير عام لشركة راو من قِبل فينس ماكماهون، الذي تولى السيطرة على العلامة التجارية راو كمدير عام مؤقت لـراو. سرعان ما بدأ مكماهون في الخلاف مع شون مايكلز، الذي أشاد به لدوره في مونتريال سكروبجوب، عندما طلب مايكلز من ماكماهون المضي قدماً.
بعد سلسلة سورفايفر، واصل جون سينا وكيرت أنجل نزاعهما. قبل طرده، اقترح إريك بيشوف أن جون سينا يجب أن يدافع عن بطولة دبليو دبليو إي له في مباراة «غرفة القضاء» في ثورة السنة الجديدة. في حلقة 12 ديسمبر من راو.
كيرت أنجل، كارليتو، شون مايكلز، كريس ماسترز، وكين فازوا بالمباريات التي تأهلهم لمباراة غرفة الإقصاء.

### جون سيناو دايفاري
بعد مباريات التصفيات، واجه جون سينا مساعد انجل، دايفاري في مباراة لا تستطيع رؤيتي، حيث سيُشاهد جون سينا معصوب العينين خلال المباراة. فاز سينا لأنه جعل دايفاري يخضع إلى حركة STFU. في مباراة ثورة العام الجديد، فاز جون سينا أيضاً بمباراة «غرفة القضاء»، حيث قضى آخر مرة على كاريلتو، ولكن بعد ذلك مباشرة، أُسقط اللقب إلى إيدج، الذي صرف عقده من ماني إن ذا بانك بعد المباراة.
تقاتل راندي أورتن وأندرتيكر مع بعضهما البعض في أرمجدون في مباراة الجحيم في الخلية، والتي فاز بها أندرتيكر، منهية نزاعهما. انتقل تربل إتش إلى العداء مع بيغ شو، وتنازع ريك فلير مع إيدج على بطولة دبليو دبليو إي إنتركونتننتال. استمر كريس بينوا في الخلاف مع بوكر تي طوال الفترة المتبقية من العام وحتى عام 2006؛ اختتمت «سلسلة أفضل من سبعة» في يناير. راندي أورتن، الذي كان بديلاً لبوكر بسبب إصابة كايفابي، هزم بينوا في المباراة السابعة والأخيرة، منح بوكر بطولة دبليو دبليو إي للولايات المتحدة. ومع ذلك، فقد بوكر اللقب لصالح بينوا في الشهر التالي في مباراة لا مخرج.

## النتائج
•جوفنتود مع بسيكوسيس و سوبر كريزي هزم سيمون دان في مباراة فردية
•بوكر تي مع شارمل هزم كريس بينويت في مباراة فردية من بطولة دبليو دبليو إي الولايات المتحدة الأمريكية
•تريش ستراتيوس مع ميكي جيمس هزم ميلينا مع جوي ميرسري و جوني نيترو في مباراة فردية من بطولة دبليو دبليو إي للسيدات
•تربل إتش هزم ريك فلير في مباراة آخر الرجال الصامدين من دبليو دبليو إي
•جون سينا هزم كيرت أنجل في مباراة فردية من بطولة دبليو دبليو إي
•ثيودور لونغ مع بالمر كانون هزم إريك بيشوف في مباراة فردية
• فريق سماك داون(ديف باتيستا وبوبي لاشلي و برادشو وراندي أورتن وري ميستيريو) هزموا فريق راو(بيغ شو و كارلي كولون وكريس ماستر وكين وشان مايكلز)23 في  مباراة الإزالة سورفايفر سيريس

## ذات صلة
الموقع الرسمي (سلسلة سرفايفر 2005)
الموقع الرسمي (سلسلة سرفايفر 2004)
الموقع الرسمي (سومر سلام (2005)
الموقع الرسمي رويال رامبل (2005)